# Caliris masoni
Caliris masoni är en bönsyrseart som beskrevs av John Obadiah Westwood 1889. Caliris masoni ingår i släktet Caliris och familjen Tarachodidae. Inga underarter finns listade i Catalogue of Life.